# Chasmocarcinus peresi
Chasmocarcinus peresi is een krabbensoort uit de familie van de Chasmocarcinidae. De wetenschappelijke naam van de soort is voor het eerst geldig gepubliceerd in 1968 door Rodrigues da Costa.